# Đạ Rsal
Đạ Rsal là một xã thuộc huyện Đam Rông, tỉnh Lâm Đồng, Việt Nam.

## Địa lý
Xã Đạ Rsal có diện tích 84,79 km², dân số năm 2022 là 10.204 người, mật độ dân số đạt 120 người/km².

## Hành chính
Xã Đạ Rsal được chia thành 7 thôn: Đắc Măng, Liêng Hương, Pang Pế Dơng, Pang Pế Nâm, Phi Có, Phi Jut, Tân Tiến.

## Lịch sử
Ngày 17 tháng 11 năm 2004, Chính phủ ban hành Nghị định số 189/2004/NĐ-CP về việc:
- Thành lập xã Đạ Rsal thuộc huyện Lâm Hà trên cơ sở 7.770 ha diện tích tự nhiên, 4.935 nhân khẩu của xã Liêng Srônh và 706 ha diện tích tự nhiên của xã Rô Men.
- Chuyển xã Đạ Rsal thuộc huyện Lâm Hà về huyện Đam Rông mới thành lập quản lý.

Xã Đạ Rsal có 8.476 ha diện tích tự nhiên và 4.935 nhân khẩu.
Ngày 11 tháng 12 năm 2015, HĐND tỉnh Lâm Đồng ban hành Nghị quyết số 151/2015/NQ-HĐND về việc thành lập thôn Pang Pế Nâm trên cơ sở một phần của thôn Phi Jut.